# Dypsis culminis
Dypsis culminis är en enhjärtbladig växtart som beskrevs av Rakotoarin. och John Dransfield. Dypsis culminis ingår i släktet Dypsis och familjen Arecaceae. Inga underarter finns listade i Catalogue of Life.